# Annamanum basigranulatum
Annamanum basigranulatum är en skalbaggsart som beskrevs av Stefan von Breuning 1970. Annamanum basigranulatum ingår i släktet Annamanum och familjen långhorningar. Inga underarter finns listade i Catalogue of Life.